# Igreja de São Luís dos Franceses (Lisboa)

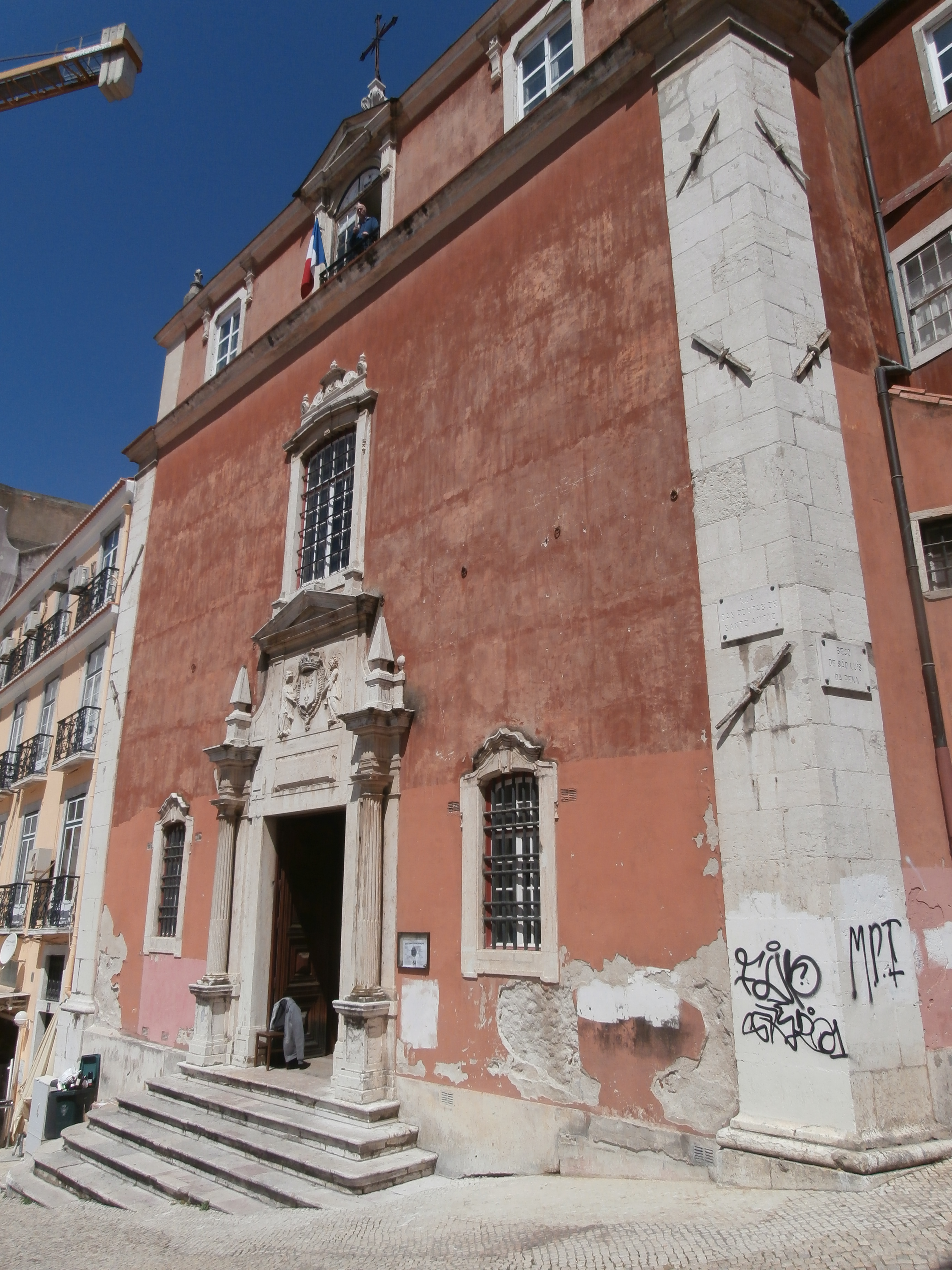
Igreja de São Luís dos Franceses em Lisboa

A Igreja de São Luís dos Franceses é uma igreja situada no Beco de São Luís da Pena, na imediações da Rua das Portas de Santo Antão, em Lisboa.
A igreja foi fundada em 1552 sob a invocação de São Luís, rei de França, destinando-se a servir de local de culto à comunidade francesa residente em Lisboa.
As obras foram concluídas em 1622.
A igreja sofreu grandes danos com o terramoto de 1755 e o incêndio subsequente. Em 1768 colocaram-se os três altares marmóreos de fabrico italiano, executados pelo escultor genovês Pasquale Bocciardo (1705-1791) segundo encomenda de Luís XV de França.
No século XIX o imóvel passou para a posse do Estado Francês, sendo aqui instalado em 1882 um órgão realizado em Paris por Aristide Cavaillé-Coll.
No andar superior da igreja, em três salas, funcionava o Hospital de São Luís, pertença da Confraria do Bem-aventurado São Luís, que tinha por objectivo o socorro de todos os franceses pobres e necessitados de auxílio médico. Este hospital situa-se actualmente no Bairro Alto.
Em 2011 o monumento beneficiou de um restauro completo, graças à colaboração entre o Estado francês, o Conselho da Fábrica da igreja e os mecenas Crédit Agricole, Banco Espírito Santo, Bouygues Immobilier e  Alstom.
De 1994 a 2011, o padre Jean Duranton foi reitor de Saint-Louis des Français e capelão da comunidade católica francófona de Lisboa. Foi sucedido de 2011 a 2015 pelo Padre Manuel Durães Barbosa. Foi substituído pelo Padre Raymond Mengus e, em seguida, pelo Padre Benoit Jullien de Pommerol a partir de abril de 2019. Em maio de 2022, sucedeu-lhe o Padre Hubert de Balorre, da Diocese de Bayeux-Lisieux.
A Jornada Mundial da Juventude de 2023 é uma ocasião de grande fervor entre os peregrinos. A igreja de Saint-Louis-des-Français recebe um público recorde durante este período. Muitas missas e adorações eucarísticas são celebradas na ocasião na presença das relíquias de Santa Teresa de Lisieux na igreja.